# في الوقت المحدد (فلم)
في الوقت المحدد (بالإنجليزية: In Time) فيلم خيال علمي وأكشن أمريكي من كتابة وإخراج وإنتاج أندرو نيكول. يلعب جاستن تمبرليك وأماندا سيفريد دور مواطنين في مجتمعٍ يتوقف فيه عمر الناس عند الخامسة والعشرين. وبدلًا من استخدام النقود، يفرض نظام اقتصادي جديد على الناس استخدام الوقت كعملة للبيع والشراء، وتوجد على ذراع كل شخص ساعةٌ تعد الوقت الذي تبقى للشخص على قيد الحياة.
ويشمل طاقم الممثلين أيضًا كلًّا من كيليان مورفي وفنسنت كارثلايز وأوليفيا وايلد وماثيو بومر وجوني غاليكي وكولينز بيني وأليكس بيتيفر. صدر الفيلم بتاريخ 28 أكتوبر 2011.

## القصة
في عام 2169، هُندِس الناس وراثيًا لييتوقفوا عن التقدم في السن ابتداءًا من عيد ميلادهم الخامس والعشرين والذي يبدأ عنده عدٌّ تنازلي مدته عام واحد على الساعات التي على ساعِدِهم. وعندما يصل ذلك العد التنازلي إلى الصفر، «ينتهي» الشخص ويموت فورًا. وهكذا أصبح الوقت عملة الجميع، وينتقل الوقت مباشرةً بين الناس أو يُخزَّن في «كبسولات زمنية». توجد عدة مناطق رئيسية في ولاية أوهايو وتسمى المناطق الزمنية. أفقر هذه المناطق هي دايتون، وهو معزل صناعي يُعتبر فيه غنيًّا من يملك أكثر من 24 ساعة في ساعته. أما في نيو غرينتش فيزخر الناس بالوقت لدرجة تجعلهم شبه خالدين.
ويل سالاس عاملٌ في مصنع في منطقة دايتون الفقيرة يرى مجموعة من اللصوص سارقي الوقت يقودهم فورتيس يلاحقون رجلاً مخمورًا يدعى هنري هاميلتون فيقوم ويل بإنقاذه. لدى هاميلتون 116 عامًا في ساعته لكنه سئم العيش. ويكتشف أن سكان نيو غرينتش يقومون بحشد وتكديس معظم الوقت الموجود لكي يعيشوا إلى الأبد، بينما يزيدون الأسعار باستمرار حتى يستمر الفقراء في الموت. وفي صباح اليوم التالي ينقل هاميلتون كل وقته إلى ويل الغارقِ في النوم، وتحين ساعَته. يعتبر رايموند ليون، الذي يقود وحدة من حماة الوقت التي تلعب دورًا مشابهًا لدور الشرطة، ويل خطأً مشتبهًا به في وفاة هاميلتون.
يزور ويل صديقه بوريل الذي يحذره من أن حيازته على هذا الكم الهائل من الوقت في دايتون سيؤدي حتمًا إلى قتله. يهدي ويل بوريل 10 سنوات، سنة واحدة لكل عام من صداقتهما التي دامت عقدًا من الزمن، ثم يقصد منزل والدته لكي يغادرا معًا إلى نيو غرينتش. كانت أم ويل ريتشل قد استنفدت جميع وقتها باستثناء 90 دقيقة لسداد دين وكانت ستستخدم 60 دقيقة أخرى من أجل أجرة الحافلة التي ستعيدها إلى دايتون، إلا أن أجرة ركوب الحافلة قد رُفعت من ساعة إلى ساعتين فحاولت الجري لملاقاة ابنها ويل لكن ساعة الصفر دقت في آخر لحظة وماتت ريتشل في ذراعي ابنها. يقسم ويل وقد ملأه الحزن والغضب على الانتقام لوالدته بعقاب سكان نيو جرينويتش على كل ما فعلوه.
في نيو غرينتش، يزور ويل كازينو ويلتقي رجلَ أعمال متخصصًا في مجال إقراض الوقت يسمى فيليب ويس وابنتَه سيلفيا. وأثناء لعب البوكر، يقترب ويل بشكل خطير من خسارة كل ما يملك من الوقت لكنه يفوز في النهاية بأكثر من ألف عام من خلال مقامرة من الدرجة الأولى. تدعوه سيلفيا إلى حفلة ويشتري سيارة رياضية جديدة ويقودها هناك. يصل رايموند ويعتقل ويل. وبدلاً من أن يحدد الجريمة الذي اقترفها ويل، يقوم رايموند ببساطة بمصادرة كل وقت ويل تقريبًا معللًا ذلك بأن ذلك الوقت لا ينتمي إلى دايتون.
يفرُّ ويل إلى دايتون وبحيازته سيلفيا التي اتخذها رهينة. وتتعرض للإثنين عصابة فورتيس ولا تترك لكل منهما سوى 30 دقيقة. يحاول ويل استعادة بعض الوقت من صديقه بوريل لكن زوجته غريتا تُعلمه وهي تبكي بأنه قد مات إثر إسرافه في الشُرب. ويتمكن الاثنان عن طريق بيع أقراط سيلفيا من الظفر بيوم إضافي. يتصل ويل بفيس للمطالبة بفدية قدرها 1000 عام يدفعها للمحتاجين مقابل إطلاقه سراح سيلفيا. وعندما يرفض فيس، يطلق ويل سراح سيلفيا على أي حال. يجد رايموند ويل لكن سيلفيا تصيبه بعيار ناري في ذراعه. يترك ويل لِرايموند ما يكفيه من الوقت للبقاء على قيد الحياة حتى تعثر عليه وحدته، ويسرق سيارته.
يسرق ويل وسيلفيا، التي باتت تشارك ويل عزمه في إسقاط النظام السائد، خزائن الوقت التابعة لوالدها ويعطيان كبسولات الوقت للمحتاجين لكنهما سرعان ما يدركان أنهما لا يستطيعان تغيير أي شيء بشكل جذري لأن الأسعار رُفعت بكل بساطة لتلغي ما فعلاه. يتعرض الاثنان مرة أخرى للهجوم من قبل عصابة فورتيس، لكن ويل يتمكن من إفراغ وقت قائدهم فورتيس بعد مباراة مصارعة ذراعية ثم يطلق النار على بقية عناصر العصابة. ويقرر الاثنان سرقة خزينة فيس التي بها كبسولة زمن تبلغ قيمتها 1،000،000 سنة. وبعد نجاحهم في المهمة، يطاردهم رايموند إلى دايتون لمنعهم من توزيع الوقت المسروق ولكن الأوان قد فات. تستمر المطاردة لكن رايموند الذي انهمك في المطاردة ينسى تنزيل راتِبِه اليومي ويموت. ويكاد الشيء ذاته أن يحصل لِويل وسيلفيا لكنهما ينجوان من خلال أخذ راتب رايموند لنفسيهما.
تظهر في تقارير تلفزيونية مصانعٌ في دايتون وهي تغلق أبوابها لأن الجميع أصبح لديهم ما يكفي من الوقت ولم يعودوا يحتاجون لوظائفهم. وبعد أن شاهد عواقب هوس ريموند باعتقال ويل وسيلفيا، يأمر ييغر حماة الوقت بالعودة إلى منازلهم. يشرع ويل وسيلفيا في سرقة بنوك أكبر ولا يزالان يحاولان تحطيم النظام.

## طاقم التمثيل
- جاستن تمبرليك في دور ويل سالاس:

صرح مخرج الفيلم نيكول، في مقابلة له مع ذا هوليوود ريبورتر خلال حدثِ عرض الفيلم الأول، أنه كان يراقب تقدم مسيرة تمبرليك لوقت طويل حيث قال «كنت أتتبع جاستن منذ مشاركته في فيلم «الكلب ألفا» ولذلك كنت أعرف جيدًا أنه ممثل موهوب. كان القرار سهلًا لأنه كان بالنسبة لي ذاك الممثل الذي يتقن كلَّ شيء.»
- أماندا سيفريد في دور سيلفيا وايس:

قال عنها نيكول «لدى أماندا هذا التعدد الرائع بحيث بإمكانها أن تكون ذلك الطير الأسير ولكن لديها أيضًا ذلك الجانب المتمرد. ولذلك عرفت أنه باستطاعتها أن تكون»بوني«مغامرةِ بوني وكلايد هذه.»
| - كيليان مورفي في دور حامي الوقت ريموند ليون - أليكس بيتيفر في دور فورتيس - فنسنت كارثلايز في دور فيليب وايس - أوليفيا وايلد في دور ريتشل سالاس - ماثيو بومر في دور هنري هاميلتون - جوني غاليكي في دور بوريل - كولينس بيني في دور حامي الوقت ييغر - إيثان بيك في دور قسطنطين | - يايا داكوستا في دور غريتا، زوجة بوريل - راشيل روبرتس في دور كاريرا - أوغست إميرسون في دور ليفاي - ساشا بيفوفاروفا في دور كلارا وايس، جدة سيلفيا - جيسي لي سوفير في دور ويب - بيلا هيثكوت في دور ميشيل وايس، أم سيلفيا - نوبي همينغوي في دور حامي الوقت كورس - ميليسا أوردواي في دور ليلى | - جيسيكا باركر كينيدي في دور إدواردا - كريستوف ساندرز في دور نكسون - جيف ستارون في دور أوريس - مات أوليري في دور موسر - نيك لاشوي في دور إكمان - راي سانتياغو في دور فيكتا - كريس ليميك في دور ماركوس - لورا آشلي صامويلز في دور ساجيتا |

## الإنتاج
قبل أن يستقر الفيلم على عنوان "In Time" (في الوقت المحدد)، اُستخدمت أسماء "Now" (الآن) و"I'm.mortal" (أنا فانٍ). في 12 يوليو 2010، أُعلن أنه قد عُرض دور رئيسي على أماندا سيفريد. في 27 يوليو 2010، أُكِّد على أن جاستن تمبرليك قد تلقى عرضًا بلعب دور بطل الفيلم. في 9 أغسطس 2010، أُكِّد انضمامُ كيليان مورفي إلى طاقم الممثلين.
أُسدل الستار عن الصور الأولى من داخل موقع تصوير الفيلم في 28 أكتوبر 2010. الفيلم من توزيع توينتيث سينشوري فوكس ونيو ريجنسي ومن إنتاج شركة سترايك إنترتينمانت التابعة لمارك أبراهام وإريك نيومان.
في مقابلة مع كريستوفر تابلي لـ«إن كنتنشن»، صرح روجر ديكنز أنه قرر تصوير الفيلم رقميًا ليصبح بذلك أول فيلم في مسيرة المصور السينمائي المخضرم يُصوَّر رقميًا.
صُورت مشاهد دايتون أساسًا في أحياء سكيد رو وبويل هايتس بمدينة لوس أنجلوس بينما صُورت مشاهد نيو غرينيتش بشكل أساسي في سنتشري سيتي وبيل إير وماليبو. ومع أن أسماء المنطقة التي تشبه المعزل والمقاطعة الثرية تعكس دايتون وغرينتش تواليًا إلا إن الخرائط التي استخدمها حماة الوقت في الفيلم هي خرائط لمدينة لوس أنجلوس.
من أجل خلق طابعِ الفيلم المستقبلي، قام قسم مُوَرِّدي المركبات في الإنتاج بتجميع أسطولٍ من السيارات والشاحنات من مواقف السيارات المستعملة وساحاتِ الخردة. وعلى الرغم من ظهور سيارتي سيتروين دي إس وكاديلاك سيفيل قديمتين في الفيلم، إلا أن السيارات التي كان لها النصيب الأكبر من الظهور كانت أسطولًا من سيارات دودج شالنجر ولينكولن كونتينتال. يقود الأغنياء في الفيلم سياراتِ لينكولن شديدةَ اللمعان قد نُعّمت وخُفضت وزُوّدت بعجلات قرصية كبيرة الحجم على مطاط ذي قطر أصغر. أما سيارات دودج فهي سيارات حماة الوقت. نُعِّمت هي الأخرى وعُدِّلت من الخارج بشبكات في المقدمة وخلفية تغطي الأضواء وإطارات ذات قطر صغير على عجلات أقراص. وعلى عكس سيارات لينكولن ناصعة البياض طُليت سيارات دودج بلون أسود لامع. وأُضيف إليها شريط ضوء شرطة رفيع خلف الزجاج الأمامي.
استخدام الفيلم للمستقبلية السالفة أحد العناصر العديدة التي يشاركها مع عمل نيكول السابق جاتاكا، من بطولة إيثان هوك وأوما ثورمان؛ نيكول نفسه سمى الفيلم «ابن جاتاكا اللقيط». يعرض ذاك الفيلم هو الآخر سيارات كلاسيكية تعمل بالكهرباء (أبرزها سيارة روفر بي 6 ومرة أخرى، سيارة سيتروين دي إس) ومبانٍ ذات عمر غير محدد. ويتناول جاتاكا أيضًا موضوع عدم المساواة (الوراثي في حالته) كما يتضمن شخصية تسعى هي الأخرى إلى تجاوز الانقسام الاجتماعي المفروض. ويلاحقها ضباط أمن بعد أن اُعتقد خطأً أنها ارتكبت جريمة قتل.

## دعوى بانتهاك حقوق التأليف
في 15 سبتمبر 2011، وبحسب هوليوود ريبورتر، رُفعت دعوى من قِبل محامين نيابة عن كاتبِ الخيال التأملي هارلان إليسون مفادها أن حبكة الفيلم مقتبسة من قصته القصيرة التي صدرت في 1965 بعنوان "'Repent, Harlequin!' Said the Ticktockman".
تستند الدعوى، التي تذكر شركة نيو ريجنسي ومخرجَ الفيلم أندرو نيكول وعددًا من الأشخاص المجهولين، في ادعائها إلى التشابه بين الفيلم المكتمل وقصة إليسون حيث يتناول كلامها مستقبلًا بائسًا يكون للناس فيه وقت محدد للعيش يمكن أن يصادر في ظلِّ ظروفٍ معينة من قِبَل سلطةٍ معترف بها تُسمَّى حماة الوقت (بالإنجليزية: Timekeepers). كان مَطلب الدعوى في البداية إصدارَ أمر قضائي يقضي بمنع إصدار الفيلم؛ ثم غيَّر إليسون دعواه في وقت لاحق ليطالب بدلاً من ذلك بذكر اسمه في شارة الفيلم قبل أن يقرر في النهاية إسقاط الدعوى كليًّا، حيث أصدر كلا الجانبين البيان المشترك التالي: «بعد مشاهدة فيلم «في الوقت المحدد»، قرر هارلان إليسون سحب الدعوى طواعيةً. لم يُتَعهَد لهارلان إليسون بأي مبلغٍ أو ذكرٍ لاسمه في الفيلم. يتمنى الطرفان لبعضهما البعض الخير، وليس لديهما ما يزيدانه حول هذه القضية.»

## أعمال مشابهة
في قصة هارلان إليسون القصيرة الصادرة عامَ 1965 بعنوان "'Repent, Harlequin!' Said the Ticktockman" تُعاقَب جريمةُ التأخُّر بمصادرة مقدار من وقت حياة الشخص يختلف بحسب مقدار تأخره. والعاقبة أن ينفد وقتك و«تنطفئ». ويحرص على ذلك حامي الوقت أو «رجل التيك توك»، في إشارة للصوت الذي تصدره عقارب الساعة.
توجد العديد من عناصر «في الوقت المحدد» في فيلم «ثمن الحياة» القصير الصادر عام 1987 من إنتاج أفلام شانتكلير. تتشابه فكرتاهما الرئيسيتان وقصتهما إلى حد كبير ما جعل البعض يقول أن «في الوقت المحدد» بمثابة إعادة صناعة غير معترف بها للفيلم السابق. «ثمن الحياة» فيلم قصير لا تتجاوز مدته 38 دقيقة يُصفَّد فيه كل طفل عند ولادته بحساب وقت إذا نفد رصيده مات فورًا. وتعيش فيه نخبة من الطبقة العليا لمئات السنين أو أكثر. يُمنح بطل القصة قدرًا معينًا من الوقت وهو طفل، وعندما يصبح صبيًّا يُضيف أيامًا وسنوات إلى حساب وقته عن طريق شراء ممتلكات ثمينة من الناس وبيعها للسياح الأغنياء. وبعد وفاة أخته التي خسرت وقتها كله أثناء ممارسة القمار، ينطلق البطل (الذي أصبح الآن شابًّا) في رحلة إلى أرض «الكبار في السن» من أجل إنقاذ حياة والدته التي يكاد وقتها ينفد (حرفيًّا). وعند وصوله يلتقي بامرأة جميلة من «كبار السن» ترشده في عالم الحياة الخالدة.
تصور الرواية والفيلم القصير بعنوان «هروب لوغان» (Logan's Run؛ 1976) عالمًا يُقتَل فيه كل شخص عند بلوغه الثلاثين من عمره في الفيلم أو الحادية والعشرين من عمره في الكتاب. يطارد أشرارُ القصة الذين يسمون رجالَ الرمل (Sandmen) الهاربينَ (Runners) الذين يحاولون النجاة بحياتهم.
ويتناول عمل ديفيد فيرث «كارتونٌ قصير عن الوقت» الصادر في 2008 هو الآخر بيعَ الوقت مقابل ربح مادي وهي ذات الفكرة الموجودة في الفيلم.

## ردود الفعل

### النقد
أتت آراء النقاد حول الفيلم متابينةً. قيَّمت نسبةُ 37% من مجموع 172 ناقدًا على موقع الطماطم الفاسدة الفيلم تقييمًا إيجابيًّا ووصل تقييمه المتوسط 5.26 من أصل 10. ويقول الإجماع النقدي للموقع «فكرةُ الفيلم الرئيسية المثيرة للاهتمام وطاقمُه الساحر يلغيهما سردُه القصصي الفظ وثقيل الوطأة.» أمَّا موقع ميتاكريتيك فقد أعطى الفيلم تقييمًا بـ53 نقطة من أصل 100 مرتكزًا على مراجعاتِ 36 ناقدًا. وكان متوسط الدرجات الذي نتج عن استطلاعات سينماسكور حول الفيلم «B-ناقص» على مقياس من A + إلى F. من جهة أخرى، أعطى روجر إيبرت الفيلم مراجعةً إيجابية تمثلت في 3 نجوم من أصل 4 مشيرًا إلى أن «فكرة الفيلم الرئيسية مثيرة للاهتمام إلى حدٍّ كبير» ولكنَّ «جزءًا كبيرًا من الفيلم رُكّب من عناصر عادية.» وقال هنري بارنز أن ويل «واحدٌ من الـ99%» ولقَّب السخصية بـ«روبن هود من طراز روليكس».

### شباك التذاكر
بلغ إجمالي أرباح «في الوقت المحدد» 12 مليون دولار في أسبوعه الافتتاحي وحلَّ ثالثًا من حيث حجم الأرباح في الأسبوع الأول وراء كلٍّ من «قطط ترتدي أحذية» و«نشاط خارق 3». وظل الفيلم ضمن متصدري شباك التذاكر لمدة 14 أسبوعًا قبل أن يبدأ مستوى إيراداته في التراجع. وبلغ في النهاية إجمالي أرباحه الكلي أكثر من 37.5 مليون دولار في الولايات المتحدة و136.4 مليون دولار في بقية أنحاء العالم، ما مجموعه 173.9 مليون دولار على مستوى العالم.

## وصلات خارجية
- مقالات تستعمل روابط فنية بلا صلة مع ويكي بيانات
- العرض الترويجي الرسمي

قالب:أندرو نيكول